# Hortophora cucullus
Hortophora cucullus es una especie de araña araneomorfa del género Hortophora, familia Araneidae. Fue descrita científicamente por Framenau & Castanheira en 2021.
Habita en Australia (Australia Occidental, Territorio del Norte, Queensland y Australia Meridional).